# Estació de les Corts
Les Corts és una estació de la L3 del Metro de Barcelona situada sota el carrer Joan Güell al districte de les Corts de Barcelona.
L'estació va entrar en servei el 1975 com a part de la Línia IIIB amb el nom de Las Cortes fins que el 1982 amb la reorganització dels números de línies i canvis de nom d'estacions va adoptar el nom actual.
| Metro de Barcelona     |                |                                              |                  |                        |
| Procedència/Destinació | <              | Línia                                        | >                | Procedència/Destinació |
| Zona Universitària     | Maria Cristina | Logotip de la Línia 3 del metro de Barcelona | Plaça del Centre | Trinitat Nova          |

## Accessos
- Carrer Joan Güell
- Travessera de les Corts